# ونگو تانگو
رادیو آی‌هارت ونگو تانگو (انگلیسی: iHeartRadio Wango Tango) (که معمولاً با نام کوتاه‌شده ونگو تانگو شناخته می‌شود) یک جشنواره موسیقی است که در ماه‌های مه و ژوئن در کالیفرنیا برگزار می‌شود.